# (54900) 2001 OL74
(54900) 2001 OL74 è un asteroide della fascia principale esterna. Scoperto nel 2001, presenta un'orbita caratterizzata da un semiasse maggiore pari a 2,841986 UA e da un'eccentricità di 0,119572, inclinata di 9,263578ª rispetto all'eclittica. Ha un diametro di 5,694	km e un'albedo di 0,217.
Fa parte della famiglia di asteroidi 1993 FY12.